# Iglesia de Nuestra Señora de los Remedios (Ceuta)
La Iglesia de Santa María de los Remedios es una iglesia de la ciudad española de Ceuta. Se encuentra en la Calle Real, en la Península de La Almina, y es un Bien de Interés Cultural.

## Historia
Tras el sitio impuesto de 1694, que ocasionó la migración de la población civil a la Península de La Almina, siendo el Istmo de Ceuta ocupado por el ejército, así cómo la estrechez que padecía el cabildo catedralicio en el Santuario de Santa María de África,  ocasionan que se edifique este templo, para atender a los feligreses de La Almina, con el obispo Sancho de Velunza y Corcuera cómo su promotor. La primera piedra es colocada el 5 de mayo de 1715 y es bendecida el 11 de octubre de 1716, lo que no ha evitado que sufrido numerosas transformaciones hasta llegar a nuestros días, dando como resultado que su estructura original aparezca bastante alterada.

## Descripción
Construido en piedra de la región y ladrillo macizo, con cubiertas a dos tejas, de tejas consta de tres naves, de cuatro tramos de bóvedas d ec´ñón, sobre sus dos primeros tramos se sitúa el coro, terminando la central en una cabecera plana, tras el crucero y presbiterio.

### Exterior
La fachada principal cuenta con una portada de cantería con la portada de acceso en arco de medio punto flanqueado por pilastras toscanas, sobre la que se sitúa una hornacina que cobija un escudo con cruz con el lema “IHS” y corazón atravesado por clavos, todo ello envuelto en hojarasca. Sobre la portada se encuentra una ventana, coronándose todo ello por un frontón triangular y estando flanqueado por sendas torres campanario cuadradas.